# 福島県あづま総合運動公園
福島県あづま総合運動公園（ふくしまけん・あづまそうごううんどうこうえん）は、福島県福島市佐原にあるスポーツ施設群を有する公園。施設は福島県が所有し、公益財団法人福島県都市公園・緑化協会が指定管理者として管理・運営を行っている。
1995年に第50回国民体育大会（第50回ふくしま国体）が開催されることで多くの施設が整備された。公園内はスポーツ施設以外に歴史、文化に触れられる施設などで構成されている。

## 公園内の主な施設
- 福島県営あづま総合体育館
- 福島県営あづま球場
- 福島県営あづま陸上競技場（とうほう・みんなのスタジアム）
- 補助陸上競技場（３種公認）
- 軟式野球場
- 多目的運動広場
- 第2多目的運動広場
- スポーツイベント広場（ラグビー、サッカーなど）
- ミニ多目的運動広場
- テニスコート
- サイクルスポーツ広場
- トリムの森（アスレチック）
- 福島市民家園

## アクセス

### バス
- JR、阿武隈急行、福島交通・福島駅東口7番乗り場よりバス「佐原、佐原・四季の里」行で「あづま総合体育館前」または「あづま陸上競技場前」下車（約30分）[1][2]

### 自動車
- JR、阿武隈急行、福島交通・福島駅より約20分[1]
- 東北自動車道・福島西インターチェンジより約20分[2]

## 近隣
- 四季の里
- 国道115号荒井バイパス
- 福島県道5号上名倉飯坂伊達線